# Микролог (ансамбль)
Микроло́г (лат. Micrologus) — итальянский ансамбль старинной музыки. Специализируется на музыке Средних веков и раннего Возрождения.
Ансамбль, основанный в 1984 году, обязан своим названием одноимённому музыкально-теоретическому трактату Гвидо Аретинского.
Постоянные члены ансамбля — певица и арфистка Патриция Бови (Bovi), лютнист Адольфо Брегг (Broegg, 1961—2006), флейтист Гоффредо дельи Эспости (degli Esposti) и скрипач Габриеле Руссо (Russo). В зависимости от тематических программ к участию в концертах и аудиозаписях привлекались и другие певцы и инструменталисты, в том числе, известный лютнист Крофорд Янг.
В основе репертуара «Микролога» — церковная, паралитургическая и светская музыка эпохи Средних веков и Возрождения, с выраженным акцентом на итальянской музыке. Один из самых ярких и масштабных проектов «Микролога» — аудиозапись сборника лауд (лаудария) из Кортоны, вышедший в 2000 на трёх дисках; к изданию приложен CD-ROM с цифровым факсимиле рукописи и поэтическими текстами (с переводами на несколько языков). В течение многих лет «Микролог» участвовал в Майском фестивале средневековой культуры «Calendimaggio» в Ассизи, участвовал в международных фестивалях старинной музыки. В 2017 г. гастролировал в России (на Дягилевском фестивале в Перми).
Члены ансамбля преподают средневековую музыку в основанном ими «Европейском центре по изучению средневековой музыки» («Centro Studi Europeo di Musica Medievale») в Спелло; там же устраиваются международные научные конференции по тематике. 
Помимо программ старинной музыки ансамбль играет музыку современных композиторов, в том числе участвовал в записи саундтреков к фильмам «Средиземное море» Г.Сальватореса (1991),
двух фильмов Марко Ризи (1990, 2007), авангардного балета «Миф» С. Л. Шеркауи (2007).

## Дискография
1. Amor mi fa cantar. Musica italiana del primo trecento (Quadrivium SCA 004-2; зап. 1988)
2. Cantigas de Santa Maria (совместно с René Zosso; Quadrivium SCA 014; зап. 1990?)
3. Landini e la musica Fiorentina (Opus 111 30-112; зап. 1994)
4. Llibre Vermell. Canti di pellegrinaggio al Monte serrato (Micrologus Edizioni Discografiche 0002.0; зап. 1994)
5. D’Amor cantando. Ballate e madrigali veneti: Codice Rossi XIV secolo (Opus 111 30-141; зап. 1995)
6. In festa. Calendimaggio di Assisi (Micrologus Edizioni Discografiche M 0001.1; зап. 1995)
7. Europa Concordia Musicae. Musica in Europa dal XIV al XVI secolo (совм. с вокальным ансамблем «Nova ars cantandi»; Milano Dischi/Stradivarius 33458; релиз 1996)
8. O Yesu dolce. Laudi italiane del quattrocento (Opus 111 30-169; зап. 1996)
9. Laude Celestiniane della tradizione medioevale aquilana (совм. с вокальным ансамблем «Hora Decima»; Nuova Fonit Cetra NFCD 2041; зап. 1996); музыкальная реконструкция — Францческо Дзимеи (Zimei)
10. Napolitane. Villanelle, arie, moresche 1530—1570 (совм. с ансамблем «Cappella de’ Turchini»; Opus 111 30-214; зап. 1998)
11. Cantico della terra. Le sacré et le populaire dans l’Italie du XIIIe siècle (совм. с ансамблем Quartetto Vocale Giovanna Marini; Opus 111 30-277; зап. 1999)
12. Laudario di Cortona (совм. с хором «Cantori delle Laude»; Micrologus Edizioni Discografiche 00010/3; зап. 1999)
13. Napoli Aragonese. Musica profana per la corte Aragonese Napoletana (Opus 111 30-215; зап. 2000)
14. Concerts d’estiu a Montserrat (совм. с ансамблями «Musica dilecta» и «Henry’s eight»; Fundació caixa Manresa FCM 0002; концертная зап. 2000)
15. Llibre Vermell de Montserrat (совм. с ансамблем «Capella de Música de Santa Maria del Mar»; Discant CD-E 1008; зап. 2001)
16. Le jeu de Robin et Marion & autres oeuvres (Zig Zag Territoires ZZT 040602; зап. 2003)
17. Fior di dolceça. L’Ars nova di Magister Franciscus Cecus Orghanista de Florentia (Zig-Zag Territoires ZZT 050603; зап. 2004)
18. Un fior gentile. L’Ars nova di magister Antonio Zachara da Teramo (Micrologus Edizioni Discografiche CDM 0023.08.1; зап. 2004)
19. Alla festa leggiadra. Ballate, madrigali e danze all’epoca di Boccaccio (Micrologus Edizioni Discografiche s. numero; зап. 2004-05)
20. Maggio valente. Canzoni e danze nelle corti Italiane tra Medioevo e Rinascimento (ORF 460; концертная зап. 2005)
21. Gloria et malum. Musica e danza del Quattrocento nelle corti italiane (Micrologus Edizioni Discografiche CDM 0022.10.01; зап. 2005-06)
22. Carnivalesque. Sex, lies and… musical tales (Венеция, XVI в.) (Micrologus Edizioni Discografiche CDM 0027.14.1; зап. 2012)
23. Devote Passoni. Laude e soni nelle feste religiose Aquilane, secc. XV—XVI  (Micrologus Edizioni Discografiche CDM ???; зап. 2014)
24. Cum desiderio vo cerchando. Laude e musica sacra a Venezia e Firenze, secc. XIII-XVI (Micrologus Edizioni Discografiche CDM ???; зап. 2014)